# 史蒂夫·戴恩斯
史蒂芬·大衛·「史蒂夫」·戴恩斯（英語：Steven David "Steve" Daines；1962年8月20日—），又译戴安斯，是一位美國共和黨政治人物，2015年起擔任蒙大拿州美國參議院議員。他曾在2013年至2015年期間出任美國眾議院蒙大拿州單一國會選區；於2014年參議院議員選舉中，他擊敗民主黨籍的阿曼達·柯提斯成為蒙大拿州聯邦參議員。

## 早期生活和教育
戴恩斯在洛杉矶范奈兹出生，是莎朗·R·（埃里克森）（Sharon R. (Erickson)）與克萊爾·W·戴恩斯（Clair W. Daines）的兒子，兩歲時他跟隨父母搬到蒙大拿州，自幼兒園到讀完大學期間都在博兹曼市。雖然戴恩斯在加州出生，但他根據家族系譜，以他的高祖母卡林納·戴霍（Karine Dyrud）於1869年從挪威移民到明尼蘇達州再搬到蒙大拿州計算；同時他的父母在比靈斯長大、又已回到蒙大拿州開始他們自己的家庭而聲稱自己是第五代蒙大拿州人。
戴恩斯畢業於曾擔任班長的波茲曼高級中學，後於蒙大拿州立大學取得化学工程理學學士學位。

## 延伸閱讀
- Background and collected news at The Washington Post
- 美國國會國家人物傳記大辭典中的傳記
- 由華盛頓郵報維護的投票記錄
- 智慧投票计划中的傳記、投票紀錄及利益集團評級
- Congressional profile at GovTrack
- Congressional profile at OpenCongress
- Issue positions and quotes at On the Issues
- Financial information at OpenSecrets.org
- 聯邦選舉委員會中的競選財務報告和數據
- Campaign contributions at the National Institute for Money in State Politics
- Appearances on C-SPAN programs
- Profile at Ballotpedia

## 外部連結
- 史蒂夫·戴恩斯（页面存档备份，存于）參議院官方網站
- 史蒂夫·戴恩斯參議員競選網站（页面存档备份，存于）
- 中的“史蒂夫·戴恩斯”

| 美国众议院             | 美国众议院                                                    | 美国众议院           |
| ---------------------- | ------------------------------------------------------------- | -------------------- |
| 前任者： 丹尼斯·雷貝   | 蒙大拿州單一國會選區 眾議院議員 2013年－2015年                | 繼任者： 瑞安·津凱   |
| 政党职务               |                                                               |                      |
| 前任者： 戴夫·路易斯   | 蒙大拿州副州長共和黨被提名人 2008年                           | 繼任者： 喬恩·蘇安尼 |
| 前任者： 羅伯特·凱萊赫 | 美國參議員蒙大拿州共和黨被提名人 （第2類） 2014年、2020年     | 最新的               |
| 美国参议院             |                                                               |                      |
| 前任者： 約翰·沃爾什   | 蒙大拿州第2類參議員 2015年－ 與喬恩·泰斯塔、蒂姆·希伊同時在任 | 現任                 |
| 美國排位名單           |                                                               |                      |
| 前任者： 湯姆·卡頓     | 美國參議員資歷 第61位                                         | 繼任者： 邁克·朗茲   |